# 黄冠菊属
黄缨菊属（学名：Xanthopappus），也称黄冠菊属，是菊科下的一个属，为多年生无茎草本植物。该属仅有黄缨菊（Xanthopappus subacaulis）一种，分布于中国西南部和西北部。

## 下属物种
本属包括以下物种：
- 黄缨菊 Xanthopappus subacaulis C.Winkl.